# 相模原市立谷口台小学校
相模原市立谷口台小学校（さがみはらしりつ やぐちだい しょうがっこう）は、神奈川県相模原市南区文京2丁目にある公立小学校である。

## 教育目標
「つよくかしこくあたたかく」

## 沿革
- 1950年（昭和25年）4月1日 - 神奈川県教育委員会告示第8号により、相模原町立第4小学校として開校。
- 1954年（昭和29年）11月20日 - 市制実行により相模原市立大野第4小学校に改称。
- 1955年（昭和30年）1月1日 - 相模原市立大野第4小学校から本校名に改称。
- 1959年（昭和34年）5月1日 - 相模原市立相模台小学校分離独立。
- 1969年（昭和44年）4月1日 - 相模原市立大沼小学校分離独立。
- 1972年（昭和47年）4月1日 - 相模原市立鶴の台小学校分離独立。
- 1973年（昭和48年）4月1日 - 相模原市立鹿島台小学校分離独立。
- 1976年（昭和51年）4月1日 - 相模原市立双葉小学校分離独立。
- 1983年（昭和58年）4月1日 - 相模原市立若松小学校分離独立。

## 児童数・学級数
- 本校の児童数は全学年合計で839人。学級数は全学年合計で30学級となっている（2024年（令和6年）5月1日現在）[1]。

## 通学区域
出典
- 相模原市南区
  - 栄町（全域）
  - 相模大野2丁目（全域）
  - 相模大野3丁目（全域）
  - 相模大野4丁目（4番・5番）
  - 相模大野5丁目（全域）
  - 相模大野6丁目（19番のみ）
  - 文京1丁目（10番・11番・16番〜22番）
  - 文京2丁目（全域）
  - 御園1丁目（全域）
  - 御園2丁目（全域）
  - 豊町（全域）

## 進学先中学校
出典
- 相模原市南区
  - 相模原市立大野南中学校 - 栄町、相模大野2丁目、相模大野4丁目、相模大野5丁目、文京1丁目、文京2丁目、豊町から通う児童の進学先
  - 相模原市立新町中学校 - 相模大野3丁目、相模大野6丁目から通う児童の進学先
  - 相模原市立麻溝台中学校 - 御園1丁目、御園2丁目から通う児童の進学先

## 周辺
- 相模女子大学
  - 中学部・小学部・高等部は、敷地が隣接。
- 神奈川県立神奈川総合産業高等学校大野南中学校分校 - 大野南中学校に隣接、かつ相模女子大学高等部とは相模原市道をはさんで敷地が隣接。
- 相模原市立大野南中学校 - 相模女子大学幼稚部と相模原市道をはさんで敷地が隣接。かつ、進学先中学校のひとつ。
- 東電さわやかデイサービス相模大野 - キャンパス5番街通り（相模原市道）をはさんで敷地が隣接。
- このほか、相模原市営文京団地やコンフォール相模上原などのマンション・アパートも点在。
- また、相模原市南区役所など南区中心部も近い。

## 交通アクセス
- 神奈川中央交通「大54」・「大55」・「大58」・「大59」・「大60」の各系統で、「谷口台小学校前」停留所下車後、学校正門まで、
  - 相模大野駅北口行のりばから、すぐそば。
  - 相模大野駅北口発のりばから、徒歩約110m・1〜2分。
    - なお、相模大野駅北口発の停留所から学校正門まで、直線距離は約20mほどだが、「谷口台小学校前」T字路交差点の横断歩道を経由する必要があるため、やや遠廻りとなる。
- 小田急電鉄小田原線相模大野駅北口から、上記神奈中バスに乗車し、「谷口台小学校前」停留所下車後、徒歩。